# Tian Han
Tian Han (ur. 12 marca 1898 w Changsha, zm. 10 grudnia 1968) – chiński dramaturg, scenarzysta i reżyser, autor słów chińskiego hymnu.

## Życiorys
W czasie Ruchu 4 Maja był jednym z czołowych twórców nowego teatru huaju, zrywającego z tradycją opery chińskiej i czerpiącego wzorce z realistycznego teatru europejskiego. Należał do czołowych twórców feministycznych sztuk, skierowanych przeciwko tradycyjnemu systemowi konfucjańskiemu. W 1934 roku napisał pieśń Marsz Ochotników, która w 1949 roku została przyjęta jako hymn państwowy Chińskiej Republiki Ludowej. Należał do Ligi Pisarzy Lewicowych, zaś w od 1932 roku był członkiem Komunistycznej Partii Chin.
Po 1949 roku był reżyserem melodramatów historycznych i zajmował wysokie stanowiska w związkach twórczych. Po rozpoczęciu rewolucji kulturalnej jego dzieła zostały potępione, a sam Tian zmarł w więzieniu. Został pośmiertnie zrehabilitowany w 1978 roku.
Pozostawił po sobie około 60 dramatów, 20 oper, 10 scenariuszy filmowych i ponad 900 wierszy.